# Blechnum lenormandii
Blechnum lenormandii är en kambräkenväxtart som först beskrevs av Bak., och fick sitt nu gällande namn av Friedrich Ludwig Diels. Blechnum lenormandii ingår i släktet Blechnum och familjen Blechnaceae. Inga underarter finns listade.
Arten är uppkallad efter den franske botanikern Sébastien René Lenormand.